# Polygon

Verschiedene Auffassungen von Polygonen und polygonalen Flächen

Ein Polygon (von altgriechisch πολυγώνιον polygṓnion ‚Vieleck‘; aus πολύς polýs ‚viel‘ und γωνία gōnía ‚Winkel‘) oder auch Vieleck ist in der elementaren Geometrie eine ebene (planare) geometrische Figur, die durch einen geschlossenen Streckenzug gebildet wird.
Ein Polygon ist ein zweidimensionales Polytop.
Ein Polygon erhält man, indem in einer Zeichenebene mindestens drei verschiedene (nicht kollineare) Punkte durch Strecken miteinander verbunden werden. Dabei entsteht ein geschlossener Streckenzug (Polygonzug) mit ebenso vielen Ecken, beispielsweise ein Dreieck (3 Punkte, 3 Strecken) oder ein Viereck (4 Punkte, 4 Strecken).
Die umschlossene Fläche wird oft auch als Polygon bezeichnet, so in der Planimetrie.

## Definition und Bezeichnungen
Ein Polygon ist eine Figur, die durch ein Tupel
{\displaystyle P:=\left(P_{1},P_{2},\dotsc ,P_{n}\right),P_{i}\in \mathbb {R} ^{2},1\leq i\leq n}
von {\displaystyle n} verschiedenen Punkten definiert ist.
- Die {\displaystyle n} Punkte heißen die Eckpunkte oder kurz Ecken des Polygons, ein Polygon mit {\displaystyle n} Ecken heißt {\displaystyle n}-Eck oder (insbesondere in der englischen Literatur) auch {\displaystyle n}-Gon.
- Die Strecken {\displaystyle {\overline {P_{i}P_{i+1}}}\left(i=1,\dotsc ,n-1\right)} und {\displaystyle {\overline {P_{n}P_{1}}}} bezeichnet man als Seiten des Polygons.
- Alle Verbindungsstrecken zweier Eckpunkte, die keine Seiten sind, nennt man Diagonalen.

Manchmal werden noch weitere Bedingungen für die Definition eines Polygons vorausgesetzt, die aber formal nicht notwendig sind:
- Ein Polygon hat mindestens drei paarweise voneinander verschiedene Eckpunkte. Das schließt ein „Zweieck“ aus.[2]
- Drei angrenzende Eckpunkte liegen nicht auf einer Geraden. Auch {\displaystyle P_{n}}, {\displaystyle P_{1}}, {\displaystyle P_{2}} und {\displaystyle P_{n-1}}, {\displaystyle P_{n}}, {\displaystyle P_{1}} gelten dabei als angrenzende Eckpunkte. Das schließt Ecken mit gestrecktem Winkel aus.

## Klassifikation

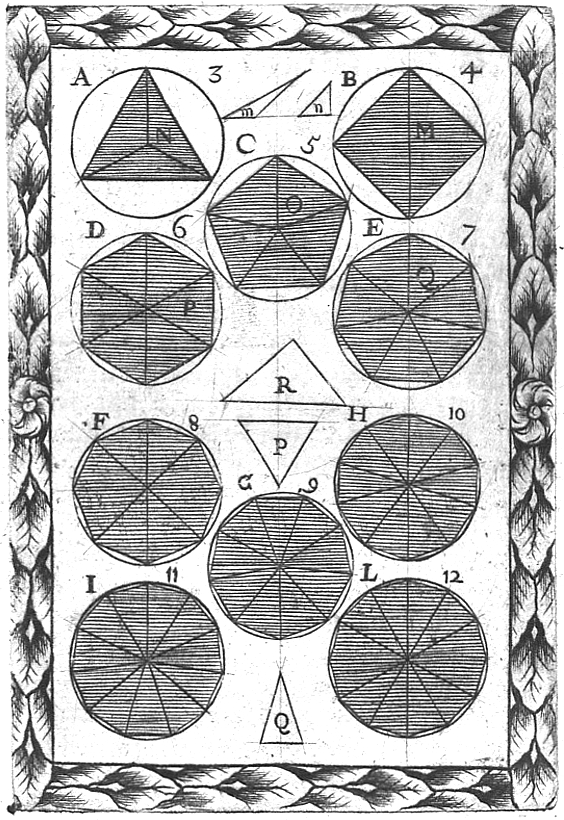
Historische Abbildung von Vielecken (1699)

### Nach Anzahl der Ecken
Polygone werden typischerweise nach der Zahl der Ecken (Wertigkeit des Polygons) benannt.

### Regelmäßiges Polygon
Hat ein Polygon gleiche Seiten und gleiche Innenwinkel, dann wird es als regelmäßiges Polygon oder reguläres Polygon bezeichnet.
Viele regelmäßige Polygone lassen sich mit Zirkel und Lineal konstruieren (Konstruierbares Polygon).
| Ecken         | Bezeichnung         | Griechisch        | Zirkel und Lineal                     | Besonderheit |
| ------------- | ------------------- | ----------------- | ------------------------------------- | --- |
| 3             | Dreieck             | Trigon            | Grünes Häkchensymbol für ja           | Erste Fermatsche Primzahl 3 = 220+ 1 |
| 4             | Viereck             | Tetragon          | Grünes Häkchensymbol für ja           | Quadrat |
| 5             | Fünfeck             | Pentagon          | Grünes Häkchensymbol für ja           | Zweite Fermatsche Primzahl 5 = 221+ 1 |
| 6             | Sechseck            | Hexagon           | Grünes Häkchensymbol für ja           | |
| 7             | Siebeneck           | Heptagon          | Rotes X oder Kreuzchensymbol für nein | Siebeneck nach Archimedes (Näherungskonstruktion) |
| 8             | Achteck             | Oktogon           | Grünes Häkchensymbol für ja           | englisch octagon |
| 9             | Neuneck             | Nonagon           | Rotes X oder Kreuzchensymbol für nein | seltener Enneagon |
| 10            | Zehneck             | Dekagon           | Grünes Häkchensymbol für ja           | |
| 11            | Elfeck              | Hendekagon        | Rotes X oder Kreuzchensymbol für nein | |
| 12            | Zwölfeck            | Dodekagon         | Grünes Häkchensymbol für ja           | |
| 13            | Dreizehneck         | Tridekagon        | Rotes X oder Kreuzchensymbol für nein | |
| 14            | Vierzehneck         | Tetradekagon      | Rotes X oder Kreuzchensymbol für nein | |
| 15            | Fünfzehneck         | Pentadekagon      | Grünes Häkchensymbol für ja           | |
| 16            | Sechzehneck         | Hexadekagon       | Grünes Häkchensymbol für ja           | |
| 17            | Siebzehneck         | Heptadekagon      | Grünes Häkchensymbol für ja           | Dritte Fermatsche Primzahl 17 = 22+ 1 |
| 18            | Achtzehneck         | Oktodekagon       | Rotes X oder Kreuzchensymbol für nein | englisch octadecagon, octakaidecagon |
| 19            | Neunzehneck         | Nonadekagon       | Rotes X oder Kreuzchensymbol für nein | englisch auch enneadecagon, enneakaidecagon |
|               |                     |                   |                                       | |
| 20            | Zwanzigeck          | Ikosagon          | Grünes Häkchensymbol für ja           | |
| 21            | Einundzwanzigeck    | Ikosihenagon      | Rotes X oder Kreuzchensymbol für nein | |
| 22            | Zweiundzwanzigeck   | Ikosidigon        | Rotes X oder Kreuzchensymbol für nein | |
| 23            | Dreiundzwanzigeck   | Ikositrigon       | Rotes X oder Kreuzchensymbol für nein | |
| 24            | Vierundzwanzigeck   | Ikositetragon     | Grünes Häkchensymbol für ja           | |
| 25            | Fünfundzwanzigeck   | Ikosipentagon     | Rotes X oder Kreuzchensymbol für nein | |
| 26            | Sechsundzwanzigeck  | Ikosihexagon      | Rotes X oder Kreuzchensymbol für nein | |
| 27            | Siebenundzwanzigeck | Ikosiheptagon     | Rotes X oder Kreuzchensymbol für nein | |
| 28            | Achtundzwanzigeck   | Ikosioktogon      | Rotes X oder Kreuzchensymbol für nein | englisch icosioctagon |
| 29            | Neunundzwanzigeck   | Ikosienneagon     | Rotes X oder Kreuzchensymbol für nein | |
|               |                     |                   |                                       | |
| 30            | Dreißigeck          | Triakontagon      | Grünes Häkchensymbol für ja           | |
| 32            | Zweiunddreißigeck   | Triakontadigon    | Grünes Häkchensymbol für ja           | |
| 34            | Vierunddreißigeck   | Triakontatetragon | Grünes Häkchensymbol für ja           | |
| 40            | Vierzigeck          | Tetrakontagon     | Grünes Häkchensymbol für ja           | |
| 48            | Achtundvierzigeck   | Tetrakontaoktogon | Grünes Häkchensymbol für ja           | englisch tetracontaoctagon |
| 50            | Fünfzigeck          | Pentakontagon     | Rotes X oder Kreuzchensymbol für nein | |
| 51            | Einundfünfzigeck    | Pentakontahenagon | Grünes Häkchensymbol für ja           | |
| 56            | Sechsundfünfzigeck  | Pentakontahexagon | Rotes X oder Kreuzchensymbol für nein | |
| 60            | Sechzigeck          | Hexakontagon      | Grünes Häkchensymbol für ja           | |
| 64            | Vierundsechzigeck   | Hexakontatetragon | Grünes Häkchensymbol für ja           | |
| 68            | Achtundsechzigeck   | Hexakontaoktogon  | Grünes Häkchensymbol für ja           | englisch hexacontaoctagon |
| 70            | Siebzigeck          | Heptakontagon     | Rotes X oder Kreuzchensymbol für nein | |
| 80            | Achtzigeck          | Oktokontagon      | Grünes Häkchensymbol für ja           | englisch octacontagon |
| 85            | Fünfundachtzigeck   | Oktokontapentagon | Grünes Häkchensymbol für ja           | englisch octacontapentagon |
| 90            | Neunzigeck          | Enneakontagon     | Rotes X oder Kreuzchensymbol für nein | |
| 96            | Sechsundneunzigeck  | Enneakontahexagon | Grünes Häkchensymbol für ja           | |
| 100           | Hunderteck          | Hektogon          | Rotes X oder Kreuzchensymbol für nein | |
|               |                     |                   |                                       | |
| 257           | 257-Eck             |                   | Grünes Häkchensymbol für ja           | Vierte Fermatsche Primzahl 257 = 223+ 1 |
| 1 000         | Tausendeck          | Chiliagon         | Rotes X oder Kreuzchensymbol für nein | |
| 10 000        | Zehntausendeck      | Myriagon          | Rotes X oder Kreuzchensymbol für nein | |
| 65 537        | 65 537-Eck          |                   | Grünes Häkchensymbol für ja           | Fünfte Fermatsche Primzahl 65537 = 224+ 1 |
| 100 000       | Hunderttausendeck   |                   | Rotes X oder Kreuzchensymbol für nein | |
| 1 000         | Millioneck          | Megagon           | Rotes X oder Kreuzchensymbol für nein | |
| 4 294 967 295 | 4 294 967 295-Eck   |                   | Grünes Häkchensymbol für ja           | Das Produkt aus den fünf Fermatschen Primzahlen (3 · 5 · 17 · 257 · 65537 = 4294967295 = 232 - 1) liefert die größte bekannte ungerade Eckenanzahl, die theoretisch mit Zirkel und Lineal konstruierbar ist. |
| 10100         | Googoleck           | Googolgon         | Rotes X oder Kreuzchensymbol für nein | Eckenzahl: eine 1 mit 100 Nullen |
| ∞             | Unendlicheck        | Apeirogon         | Rotes X oder Kreuzchensymbol für nein | Theoretische Grenzform mit unendlich vielen Seiten |

### Weitere Typen

Klassifikation von Polygonen

Überschlagenes Polygon
Bei einfachen Polygonen berühren sich die Seiten nur in den Eckpunkten; bei überschlagenen Polygonen haben die Seiten zusätzliche Schnittpunkte durch Überschneidung.
Nicht-überschlagenes Polygon
Nicht überschlagene Vielecke können konvex (alle Innenwinkel sind kleiner als 180°) oder nichtkonvex (mindestens ein Innenwinkel ist größer als 180°) sein.
Nicht-planares Polygon
Im Raum liegendes (nicht-planares) Polygon.
Polygone können gleichseitig oder gleichwinklig sein:
Regelmäßiges Polygon
Hat ein Polygon sowohl gleichlange Seiten als auch gleichgroße Innenwinkel, so wird es als regelmäßiges Polygon oder reguläres Polygon bezeichnet.
Sternpolygon
Planare überschlagene reguläre Polygone werden wegen ihres Aussehens auch als Sternpolygone bezeichnet.
Orthogonales Polygon
Bei orthogonalen Polygonen treffen alle Seiten im rechten Winkel aufeinander (das heißt, der Innenwinkel beträgt an jeder Seite entweder 90° oder 270°).

## Eigenschaften

### Winkel
In einem nicht überschlagenen, ebenen {\displaystyle n}-Eck ist die Summe der Innenwinkel
{\displaystyle \alpha _{1}+\dotsb +\alpha _{n}=(n-2)\cdot 180^{\circ }}.
Für die Summe der Außenwinkel gilt dann unabhängig von der Zahl der Ecken
{\displaystyle \alpha _{1}'+\dotsb +\alpha _{n}'=360^{\circ }}.
Sind darüber hinaus alle Innen- und Außenwinkel gleich groß, so haben diese den Wert
{\displaystyle \alpha ={\frac {(n-2)}{n}}\cdot 180^{\circ }}   bzw.   {\displaystyle \alpha '={\frac {1}{n}}\cdot 360^{\circ }}.

### Diagonalen
Für nicht überschlagene Polygone gilt zur Berechnung der Anzahl der Diagonalen folgende Überlegung:
1. Jede der {\displaystyle n} Ecken kann durch eine Strecke mit einer der anderen Ecken verbunden werden.
2. Die Verbindung von Ecke {\displaystyle P_{a}} zur Ecke {\displaystyle P_{b}} ist mit der Verbindung von {\displaystyle P_{b}} nach {\displaystyle P_{a}} identisch.
3. Genau {\displaystyle n} Verbindungen sind Seiten des Polygons.

Also hat ein nicht überschlagenes {\displaystyle n}-Eck genau {\displaystyle {\tfrac {n\cdot (n-1)}{2}}-n={\tfrac {n\cdot (n-3)}{2}}} Diagonalen. Bei einem nichtkonvexen Polygon gibt es (im Bereich eines überstumpfen Innenwinkels) Diagonalen außerhalb des Polygons.

### Umfang
Wenn die Eckpunkte eines ebenen einfachen Polygons durch kartesische Koordinaten {\displaystyle (x_{i},y_{i})} gegeben sind, kann der Umfang des Polygons durch Addition der mit dem Satz des Pythagoras berechneten Seitenlängen bestimmt werden:
{\displaystyle \mathrm {U} \ =\ {\sqrt {(x_{1}-x_{n})^{2}+(y_{1}-y_{n})^{2}}}\ +\ \sum _{i=1}^{n-1}{\sqrt {(x_{i+1}-x_{i})^{2}+(y_{i+1}-y_{i})^{2}}}}

### Fläche
Wenn die Eckpunkte eines ebenen einfachen positiv orientierten Polygons durch kartesische Koordinaten {\displaystyle (x_{i},y_{i})} gegeben sind, kann die Fläche des Polygons nach der gaußschen Trapezformel und deren Variationen berechnet werden:
- {\displaystyle A={\frac {1}{2}}\sum _{i=1}^{n}(y_{i}+y_{i+1})(x_{i}-x_{i+1})}
- {\displaystyle A={\frac {1}{2}}\sum _{i=1}^{n}(x_{i}y_{i+1}-x_{i+1}y_{i})={\frac {1}{2}}\sum _{i=1}^{n}{\begin{vmatrix}x_{i}&x_{i+1}\\y_{i}&y_{i+1}\end{vmatrix}}}
- {\displaystyle A={\frac {1}{2}}\sum _{i=1}^{n}y_{i}(x_{i-1}-x_{i+1})}

In den Formeln gilt:  {\displaystyle P_{0}=P_{n},P_{n+1}=P_{1}}. 
Der Flächeninhalt von Gitterpolygonen, deren Ecken alle auf einem Gitter liegen, kann mit dem Satz von Pick berechnet werden.

## Algorithmen

### Flächeninhalt
Insbesondere für die Programmierung ist die folgende Darstellung der gaußschen Trapezformel besonders geeignet, da sich zum Speichern der Koordinaten Arrays anbieten, die Indizierung von Arrays bei vielen Programmiersprachen ohnehin bei null beginnt und die Modulo-Funktion somit besonders elegant zum Einsatz kommen kann. Die Modulo-Funktion ist hier nötig, um sogenannte Off-by-one-Fehler bei der Array-Indizierung auszuschließen. Dabei sind {\displaystyle (x_{i},y_{i})}, {\displaystyle i=0\dotsc n-1}, {\displaystyle n\in \mathbb {N} }, die Koordinaten der {\displaystyle n\geq 3} Eckpunkte des Polygons.
{\displaystyle A={\frac {1}{2}}\left|\sum _{i=0}^{n-1}(y_{i}+y_{i+1{\bmod {n}}})(x_{i}-x_{i+1{\bmod {n}}})\right|}

### Konvexe Hülle

Konvexe Hülle von Punkten in der Ebene

Algorithmen für die Ermittlung der konvexen Hülle von {\displaystyle n} Punkten in der Ebene haben als untere Schranke eine asymptotische Laufzeit von {\displaystyle \Omega (n\log n)}. Der Beweis erfolgt durch Reduktion auf das Sortieren von {\displaystyle n} Zahlen (siehe Sortierverfahren). Liegen nur {\displaystyle k} der {\displaystyle n} Punkte auf dem Rand der konvexen Hülle, ist die Schranke bei {\displaystyle \Omega (n\log k)}.
Es gibt mehrere Algorithmen zur Bestimmung der konvexen Hülle:
- Graham-Scan-Algorithmus
- Gift-Wrapping-Algorithmus
- QuickHull
- Inkrementeller Algorithmus
- Chans Algorithmus

### Punkt im Polygon

Die Anzahl der Schnittpunkte des Strahls mit den Kanten gibt an, ob sich der Punkt innerhalb oder außerhalb des Polygons befindet.

Es gibt einen einfachen Algorithmus, mit dem geprüft werden kann, ob sich ein Punkt innerhalb eines Polygons in der Ebene befindet:
Es wird ein horizontaler Strahl durch den untersuchten Punkt gelegt und untersucht, wie oft sich der Strahl mit den Kanten des Polygons schneidet. Der Punkt befindet sich innerhalb des Polygons, wenn die Anzahl der Schnittpunkte rechts vom Punkt ungerade ist. Wenn die Anzahl gerade ist, befindet sich der Punkt außerhalb.

## Verwendung
In der Informatik sind wichtige Approximationen komplexer Polygone die konvexe Hülle und das minimal umgebende Rechteck. In Algorithmen wird oft erst anhand der Approximation auf einen möglichen nichtleeren Schnitt mit einem anderen geometrischen Objekt getestet (oder dieser ausgeschlossen), erst anschließend das ganze Polygon in den Speicher geladen und ein exakter Schnitt berechnet.
In der 3D-Computergrafik werden neben anderen Verfahren der geometrischen Modellierung beliebige (auch gekrümmte) Oberflächen als Polygonnetz modelliert. Dreiecksnetze eignen sich besonders gut zur schnellen Darstellung von Oberflächen, können allerdings nicht so gut durch Subdivision Surfaces interpoliert werden. Zur Speicherung von polygonalen Netzen gibt es eine Reihe bekannter Datenstrukturen.
In der Architektur werden regelmäßige Polygone oft als Grundriss verwendet. Bekannte Beispiele:
- 5-Eck: Pentagon in Arlington, Virginia
- 8-Eck: Castel del Monte in Apulien, Italien
- 10-Eck: St. Gereon (Köln), Nordrhein-Westfalen
- 12-Eck: Saarpolygon, Steinkohlebergbau-Gedenkmonument in Ensdorf (Saar), Saarland
- 16-Eck: Leuchtturm Huisduinen bei Den Helder, Niederlande
- 18-Eck: Befreiungshalle in Kelheim, Bayern
- 30-Eck: Wiener Riesenrad in Wien, Österreich

## Beispiele für Polygone im Maschinenbau
Weiterhin wird der Begriff Polygon auch analog für die Verwendung als formschlüssige polygonale Welle-Nabe-Verbindung im Maschinenbau genutzt. Hierbei sind beliebige Polygonprofile denkbar.

## Beispiele für Polygone in der Geographie

US-Bundesstaaten mit polygonalen Umrissen

Karten, die die Grenzen der US-Bundesstaaten Colorado und Wyoming in Mercator-Projektion zeigen, lassen diese jeweils als ein Rechteck und damit als ein konvexes Polygon erscheinen. Die Staaten New Mexico und Utah erscheinen dabei in der Form eines konkaven Polygons.